# Mira d’Or
Der Mira d’Or (auch Prijs van Verdienste of de Gulden Mira) ist ein belgischer Lebenswerk-Filmpreis, der seit 2002 von der Vereiniging van de vlaamse Filmpers jährlich an Persönlichkeiten der europäischen Filmwelt vergeben wird, die sich herausragende Verdienste erworben haben. Überreicht wird die „Gulden Mira“, ein Statuetten-Kunstwerk des flämischen Bildhauers Frans Wuytack, jeweils im November.

## Preisträger
- 2002: Frans Weisz
- 2003: Roel Van Bambost
- 2004: Marion Hänsel
- 2005: Jan Decleir
- 2006: Robbe De Hert
- 2007: Jacqueline Pierreux
- 2008: Fernand Auwera
- 2009: Chris Lomme[2]
- 2010: Gene Bervoets
- 2011: Marilou Mermans
- 2012: Roland Verhavert
- 2013: Raoul Servais
- 2014: Harry Kümel[3]
- 2015: Nouchka van Brakel[1]
- 2016: Associate Directors (Dokumentarfilmer-Genossenschaft)[4]
- 2017: Ken Loach[5]
- 2018: Johan Leysen
- 2019: Stijn Coninx

## Belege
1. 1 2  Nouchka van Brakel krijgt dit jaar op 12 november in Antwerpen de filmprijs van verdienste, directorsguild.nl vom 10. November 2015, abgerufen am 10. Juni 2020 (niederländisch)
2. ↑  Chris Lomme krijgt prijs van verdienste van Vlaamse Filmpers, nieuwsblad.be vo, 16. November 2009, abgerufen am 10. Juni 2020 (flämisch)
3. ↑  Vereniging van de vlaamse Filmpers (VVF): Prijs van Verdienste 2014 Harry Kümel, abgerufen am 11. Juni 2020 (flämisch)
4. ↑  Carrièreprijs voor productiehuis Associate Directors, Vlaams Audioviueel Fonds vom 22. November 2016, abgerufen am 10. Juni 2020 (flämisch)
5. ↑  Vlaamse Vereniging voor Filmkritiek Ken Loach de Prijs van Verdienste *2017 toekent, dewereldmorgen.be vom 1. November 2017, abgerufen am 10. Juni 2020 (flämisch)